# Spivakove, Talalaiivka
Spivakove (în ucraineană Співакове) este un sat în comuna Cernețke din raionul Talalaiivka, regiunea Cernihiv, Ucraina.

## Demografie
Componența lingvistică a localității Spivakove
     Ucraineană (97,3%)
     Rusă (1,8%)
     Alte limbi (0,9%)
Conform recensământului din 2001, majoritatea populației localității Spivakove era vorbitoare de ucraineană (97,3%), existând în minoritate și vorbitori de rusă (1,8%).